# Tossal de l'Escariot
El Tossal de l'Escariot és una muntanya de 671 metres que es troba al municipi de la Sant Guim de Freixenet, a la comarca catalana de la Segarra.